# IDP에듀케이션
아이디피 에듀케이션(영어: IDP Education)은 국제공인영어시험 아이엘츠(IELTS) 공식주관사이며 주요 영어권 국가 5개국 유학수속을 담당하고 있는 세계 최대 글로벌 유학 기관이다. 1969년 호주 39개 국공립 대학 총장협의회에 의해 공동 설립되었다. 과거에는 비영리 단체로 시작했으며 현재 전세계 33개국 100여개 지사를 보유하고 있으며 세계 최대 글로벌 네트워크를 가지고 있다.
전세계 IELTS시험 공식주관 및 영국비자이민국 승인 IELTS for UKVI 공식 시험 센터이다. 시험지 기반의 IELTS 고사장은 서울 강남, 강북, 강서 그리고 대전 및 부산 등 전국에 위치한다. 컴퓨터 기반의 IELTS는 서울 강남의 IDP 한국지사에서 시행되며 최대 주 5회 운영된다. IDP 한국지사는 월~금, 오전 9시~오후6시 문을 연다.
IELTS(아이엘츠, International English Language Testing System)를 IDP IELTS Australia, Cambridge English Language Assessment, British Council이 공동 개발, 관리, 운영하고 있다. IDP 에듀케이션은 학생들에게 IELTS 시험 관련 응시 지원 서비스를 제공하며 각  파트별 고득점 공략법 세미나 및 모의고사를 제공한다. 시험지 기반의 IELTS 고사장은 서울 강남, 강북, 강서 그리고 대전 및 부산 등 전국에 위치한다. 컴퓨터 기반의 IELTS는 서울 강남의 IDP 한국지사에서 시행되며 최대 주 5회 운영된다.